# كليف غاريت
كليف غاريت (بالإنجليزية: Cliff Garrett)‏ هو مهندس فضاء جوي ومهندس أمريكي، ولد في 8 مارس 1908 في سياتل في الولايات المتحدة، وتوفي في 22 يونيو 1963.